# 1983 au Liban
Chronologie du Liban
- 1979
- 1980
- 1981
- 1982
- 1983
- 1984
- 1985
- 1986
- 1987

Cet article présente les faits marquants de l'année 1983 au Liban ou concernant ce pays.

## Évènements
- 18 avril, Liban : attaque contre l’ambassade américaine à Beyrouth, revendiquée par l’Organisation du Jihad islamique. Bilan : 63 morts, dont 17 Américains et 120 blessés[1].
- 17 mai : accord de paix entre le Liban et Israël. Il se fonde sur le modèle du traité avec l’Égypte, mais ne peut être appliqué en raison de l’occupation du Liban par les troupes syriennes[1]. Le gouvernement libanais le dénoncera l’année suivante. La force multinationale assure le retrait de l’armée israélienne de Beyrouth, effectif le 26 septembre.
- 3-4 septembre : le retrait israélien sans préparation de la région du Chouf et de Aley provoque le début des hostilités entre Druzes du Parti socialiste progressiste et chrétiens des Forces libanaises[2]. La « guerre de la montagne » a un lourd bilan : 1 700 morts, 130 000 déplacés, 10 000 blessés[3]. L’amitié entre Israël et les maronites en est menacée. Les druzes marchent sur Beyrouth. L’armée libanaise, commandée par le colonel Michel Aoun, parvient à arrêter l’offensive druze sur Beyrouth[4].
- 16 septembre : Yasser Arafat rejoint ses partisans assiégés à Tripoli[5].
- 19-26 septembre : victoire de l’armée libanaise commandée par le colonel Michel Aoun et appuyée par la marine américaine sur les forces coalisées palestiniennes et du Parti socialiste progressiste (PSP) appuyées par l’armée syrienne à la bataille de Souk El Gharb[6].
- 25 septembre : un cessez-le-feu est signé entre l’armée libanaise et les Druzes[3].
- 23 octobre : double attentat à Beyrouth contre la Force multinationale de sécurité. Explosions simultanées de deux camions piégés devant les casernes des « marines » américains et de l’armée française à Beyrouth, (Liban). Bilan : 241 marines américains et 61 parachutistes français de la Force multinationale sont tués[6].
- 31 octobre-4 novembre : une conférence de réconciliation nationale au Liban a lieu à Genève. Les responsables politiques demandent un retrait prioritaire d’Israël, ce que refusent les Forces libanaises. En novembre, les combats reprennent[3].
- 20 décembre : Yasser Arafat et 4 000 de ses fedayin, assiégés à Tripoli (Liban) lors de la bataille de Tripoli par les Syriens et des Palestiniens pro-syriens, sont évacués sous protection française[5].
- 21 décembre : attentat au camion piégé contre le poste de commandement du 3e régiment de parachutistes d’infanterie de marine l’armée française, à Beyrouth au Liban. Bilan : seize civils et un soldat français tué, et 24 civils et seize parachutistes blessés[7].